# Himantura fai
Himantura fai е вид акула от семейство Dasyatidae. Видът не е застрашен от изчезване.

## Разпространение и местообитание
Разпространен е в Австралия (Куинсланд и Нов Южен Уелс), Виетнам, Египет, Индонезия, Малайзия (Сабах), Малдиви, Мианмар (Коко острови), Микронезия, Папуа Нова Гвинея, Самоа, Тайланд, Филипини, Южна Африка и Япония (Рюкю).
Обитава крайбрежията и пясъчните дъна на океани, морета, лагуни и рифове в райони с тропически климат. Среща се на дълбочина от 10,4 до 133 m, при температура на водата от 22,1 до 28,4 °C и соленост 34,4 – 35,4 ‰.

## Описание
На дължина достигат до 1,8 m, а теглото им е максимум 18,5 kg.